# Mundbucht

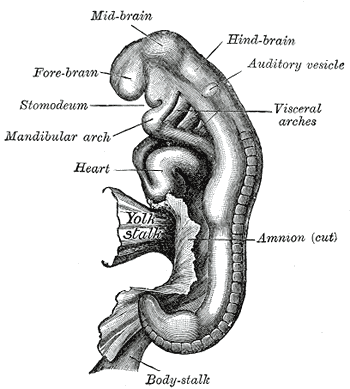
20 Tage alter Embryo

Die Mundbucht (Stomatodeum, Syn.: Stomatodaeum, Stomodeum, Stomodaeum) ist ein Hohlraum beim primitiven Embryo. Sie entsteht durch die Abkrümmung des Embryos zwischen der Hirn- und der Herzanlage und ist ektodermaler Herkunft. Vom entodermalen Schlunddarm (dem vorderen Ende des Vorderdarms) ist sie zunächst durch die Rachenmembran (Membrana stomatopharyngealis) getrennt. Diese reißt aber schon früh ein (beim menschlichen Embryo gegen Ende der 3. Woche), so dass die Verbindung zum primitiven Darm hergestellt ist.
Die Mundbucht wird beim menschlichen Embryo in der 4. und 5. Woche durch die Entstehung von fünf Fortsätzen weiter eingeengt:
- Stirnwulst
- zwei Oberkieferwülste
- zwei Unterkieferwülste.

Diese Wülste sind wesentlich an der Formung des Gesichts beteiligt. In Richtung Schlunddarm liegt die Mundbucht zwischen den ersten beiden Kiemenbogen.
Aus dem Ektoderm der Mundbucht entsteht das Epithel des größten Teils der Mundhöhle. Eine Drüsenknospe, die Rathke-Tasche, liefert das Material für die Adenohypophyse.